# Richard Bett
Richard Kiprono Bett (12 dicembre 1990) è un maratoneta keniota.

## Competizioni internazionali
2009
- 7º alla Corrida Festas da Cidade do Porto ( Porto), 15 km - 45'29"

2010
- 7º alla Maratona di Nashville ( Nashville) - 2h21'36"
- Oro alla Mezza maratona di Williamsburg ( Williamsburg) - 1h06'10"
- Bronzo alla Ogden Newspapers Classic ( Wheeling) - 1h04'21"
- 10º alla Cooper River Bridge Run ( Charleston) - 29'05"
- 17º alla Healthy Kidney 10 km ( New York) - 29'50"
- Argento alla Newport 10 km ( Jersey City) - 29'51"
- Bronzo alla Towne Bank ( Virginia Beach), 8 km - 23'11"
- Bronzo alla Run as One TGL Classic ( New York), 4 miglia - 18'45"

2011
- Oro alla Mezza maratona di Brescia ( Brescia) - 1h03'05"
- Bronzo alla Mezza maratona di Bratislava ( Bratislava) - 1h04'09"
- 5º alla Mezza di Krems an der Donau ( Krems an der Donau) - 1h04'11"
- 5º alla Mezza maratona di Klagenfurt ( Klagenfurt am Wörthersee) - 1h04'35"
- Oro alla Mezza maratona di Stainz ( Stainz) - 1h06'08"
- 5º alla Kerzerslauf ( Kerzers), 15 km - 45'00"
- 7º al Mattoni Grand Prix ( Praga) - 29'32"

2012
- 4º alla Maratona di Graz ( Graz) - 2h14'39"
- 6º alla Maratona di Magonza ( Magonza) - 2h14'50"

2013
- Oro alla Maratona di Bregenz ( Bregenz) - 2h12'48"
- Oro alla Maratona di Sankt Wendel ( Sankt Wendel) - 2h14'17"

2014
- 6º alla Maratona di Zurigo ( Zurigo) - 2h12'04"
- Argento alla Maratona di Bregenz ( Bregenz) - 2h12'31"

2015
- 4º alla Maratona di Zurigo ( Zurigo) - 2h12'37"
- Argento alla Maratona di Bregenz ( Bregenz) - 2h15'59"

2016
- 5º alla Maratona di Venezia ( Venezia) - 2h20'30"
- Argento alla Maratona di Skopje ( Skopje) - 2h14'36"

2017
- 5º alla Maratona di Riga ( Riga) - 2h16'19"
- 4º alla Maratona di Graz ( Graz) - 2h21'10"

2018
- 12º alla Marseille-Cassis ( Marsiglia), 20 km - 1h05'32"

2019
- Oro alla Maratona di Albi ( Albi) - 2h22'02"
- Argento alla Maratona di Deauville ( Deauville) - 2h23'10"
- Argento alla Maratona di Caen ( Caen) - 2h24'06"
- 7º alla Tout Roanne Court ( Roanne) - 29'34"
- 7º alla 10 km di Annecy ( Annecy) - 30'22"